# Andreas Behr (Eisschnellläufer)
Andreas Behr (* 27. Juni 1975 in Erfurt) ist ein ehemaliger deutscher Eisschnellläufer.
Mit zehn Jahren begann er auf dem Eis zu laufen. 1989 ging er auf die damalige Kinder- und Jugendsportschule Fritz Noack in Erfurt. Größter Erfolg bei den Junioren war die Bronzemedaille über 500 Meter 1994 in Berlin. Er trainierte beim Eissportclub Erfurt unter mehreren Trainern (Haik Lengenfeld, Torsten Hopp, Peter Wild), zuletzt trainierte er in der Trainingsgruppe von Stephan Gneupel. Bis Februar 2005 war er aktiv bei nationalen und internationalen Wettkämpfen vertreten.
Andreas Behr war vier Mal Deutscher Meister im Sprint. Bei acht Weltmeisterschaften und 30 Weltcups war er zwischen 1997 und 2005 für Deutschland am Start. Der 15. Platz über 500 Meter bei der Einzelstrecken-Weltmeisterschaft 1999 in Heerenveen war sein bestes internationales Ergebnis bei den Senioren. 2001 lief Andreas Behr einen seiner drei deutschen Rekorde über 500 Meter in 35,53 Sekunden, die beiden anderen stellte er über die 100 Meter auf.